# Thaumantis chatra
Thaumantis chatra är en fjärilsart som beskrevs av Hans Fruhstorfer 1905. Thaumantis chatra ingår i släktet Thaumantis och familjen praktfjärilar. Inga underarter finns listade i Catalogue of Life.